# Akatsuki (1932)
El Akatsuki (暁 amanecer?) fue el primer destructor de la clase Akatsuki, a la que daba nombre. Sirvió en la Armada Imperial Japonesa durante la Segunda Guerra Mundial.

## Historia
Tras entrar en servicio en 1932, sirvió el resto de la década en agua chinas, participando en las operaciones de la segunda guerra sino-japonesa. A mediados de la década, experimentó modificaciones para corregir fallas de diseño y mejorar su capacidad de combate, al igual que el resto de miembros de su clase.
Tras el inicio de hostilidades con los Aliados, participó en las operaciones contra las Indias Orientales, incluyendo la invasión de Java en febrero de 1942. También participó en la invasión de la isla de Kiska, en las Aleutianas, en junio del mismo año. Unos meses después se vio envuelto en la campaña de las Islas Salomón, y el 25 de octubre participó en los violentos combates ubicados entre las islas de Guadalcanal y Tulagi, hundiendo en colaboración con otras unidades, un remolcador de altura, un patrullero y un dragaminas, resultando dañado por baterías costeras.
Tras ser reparado, vuelve a la misma zona tres semanas después, como parte de una poderosa fuerza de bombardeo naval orquestada alrededor de los acorazados Hiei y Kirishima.En la noche del 12 al 13 de noviembre de 1942, en la Batalla Naval de Guadalcanal, esta unidad se encontró con una fuerza de tarea de la U. S. Marino destructores y cruceros. Funcionando sobre el flanco derecho de los acorazados japoneses, Akatsuki se acredita a menudo haber iluminado y luego torpedeado al USS Atlanta (CL-51): sin embargo, su jefe de sala de torpedos Michiharu Shinya – uno de sus pocos supervivientes - más tarde declaró inequívocamente que el Akatsuki fue abrumado por los disparos antes de ser capaz de lanzar torpedos esa noche. Inmediatamente después de iluminar al Atlanta, El Akatsuki fue golpeado fuertemente por los disparos estadounidenses hundiéndose al inicio de la acción cerca de la isla de Savo en la posición 09 ° 17′S 159 ° 56′E Coordenadas: 09 ° 17′S 159 ° 56′E, con la pérdida de todos menos dieciocho tripulantes (sobre una dotación total de 197), que más tarde fueron capturados por U. S. las fuerzas. 19 estos tripulantes fueron encarcelados más tarde en el campamento de prisioneros de guerra Featherston en Nueva Zelanda.